# Línea SE4 (EMT Madrid)
El Servicio Especial codificado como SE4, que a efectos de numeración interna es la línea 871, de la EMT de Madrid une en pocas paradas las estaciones de Legazpi y Plaza Elíptica, en el contexto de la fase 1 de las obras de automatización de la línea 6 de Metro, cortada por obras del 31 de mayo al 5 de septiembre de 2025.

## Características
Esta línea prestará servicio del 31 de mayo al 5 de septiembre de 2025, cubriendo parte del recorrido de la línea 6 de Metro, cortada por la fase 1 de las obras de automatización de la misma.
Actúa como lanzadera entre las estaciones de Legazpi y Plaza Elíptica, con una parada intermedia por sentido en la calle de Antonio López (junto al centro comercial Plaza Río 2).
Tiene una dotación máxima de 3 autobuses.
Es gratuita para los usuarios, al tratarse de un servicio consensuado entre ambos operadores de transporte.

## Frecuencias
| Lunes a viernes laborables              |                    |
| De 06:00 a 07:00                        | cada 10-11 minutos |
| De 07:00 a 23:00                        | cada 10 minutos    |
| De 23:00 a fin                          | cada 10-13 minutos |
| Sábados laborables, domingos y festivos |                    |
| De 06:00 a 01:00                        | cada 12 minutos    |
| De 01:00 a fin                          | cada 12-15 minutos |

## Recorrido y paradas

### Sentido Plaza Elíptica
| Estación sustituida | Código | Denominación de parada         | Ubicación                                   | Conexiones con Metro |
| ------------------- | ------ | ------------------------------ | ------------------------------------------- | -------------------- |
| Legazpi             | 51095  | Legazpi                        | Plaza Legazpi, 1 con calle Maestro Arbós    | Legazpi              |
| No aplica           | 926    | Antonio López-Centro Comercial | Calle Antonio López, 150                    |                      |
| Plaza Elíptica      | 51176  | Plaza Elíptica                 | Plaza Elíptica, sobre A-42 (Intercambiador) | Plaza Elíptica       |

### Sentido Legazpi
| Estación sustituida | Código | Denominación de parada         | Ubicación                                   | Conexiones con Metro |
| ------------------- | ------ | ------------------------------ | ------------------------------------------- | -------------------- |
| Plaza Elíptica      | 51176  | Plaza Elíptica                 | Plaza Elíptica, sobre A-42 (Intercambiador) | Plaza Elíptica       |
| No aplica           | 927    | Antonio López-Centro Comercial | Calle Antonio López, 111                    |                      |
| Legazpi             | 51095  | Legazpi                        | Plaza Legazpi, 1 con calle Maestro Arbós    | Legazpi              |